# Asteronyx
Genre
Asteronyx est un genre d'ophiures (échinodermes), de la famille des Asteronychidae.

## Liste des genres
Selon World Register of Marine Species (6 janvier 2015) :
- Asteronyx excavata Lütken & Mortensen, 1899
- Asteronyx longifissus Döderlein, 1927
- Asteronyx loveni Müller & Troschel, 1842
- Asteronyx luzonicus Döderlein, 1927
- Asteronyx lymani Verrill, 1899
- Asteronyx niger Djakonov, 1954
- Asteronyx simplex A.H. Müller, 1950 †
- Asteronyx spinulosa Kutscher & Jagt, 2000 †

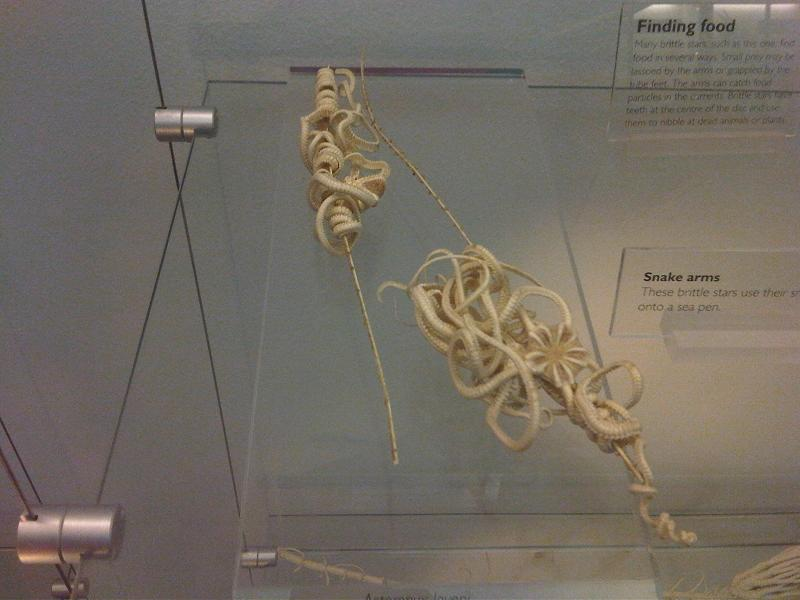
Asteronyx loveni
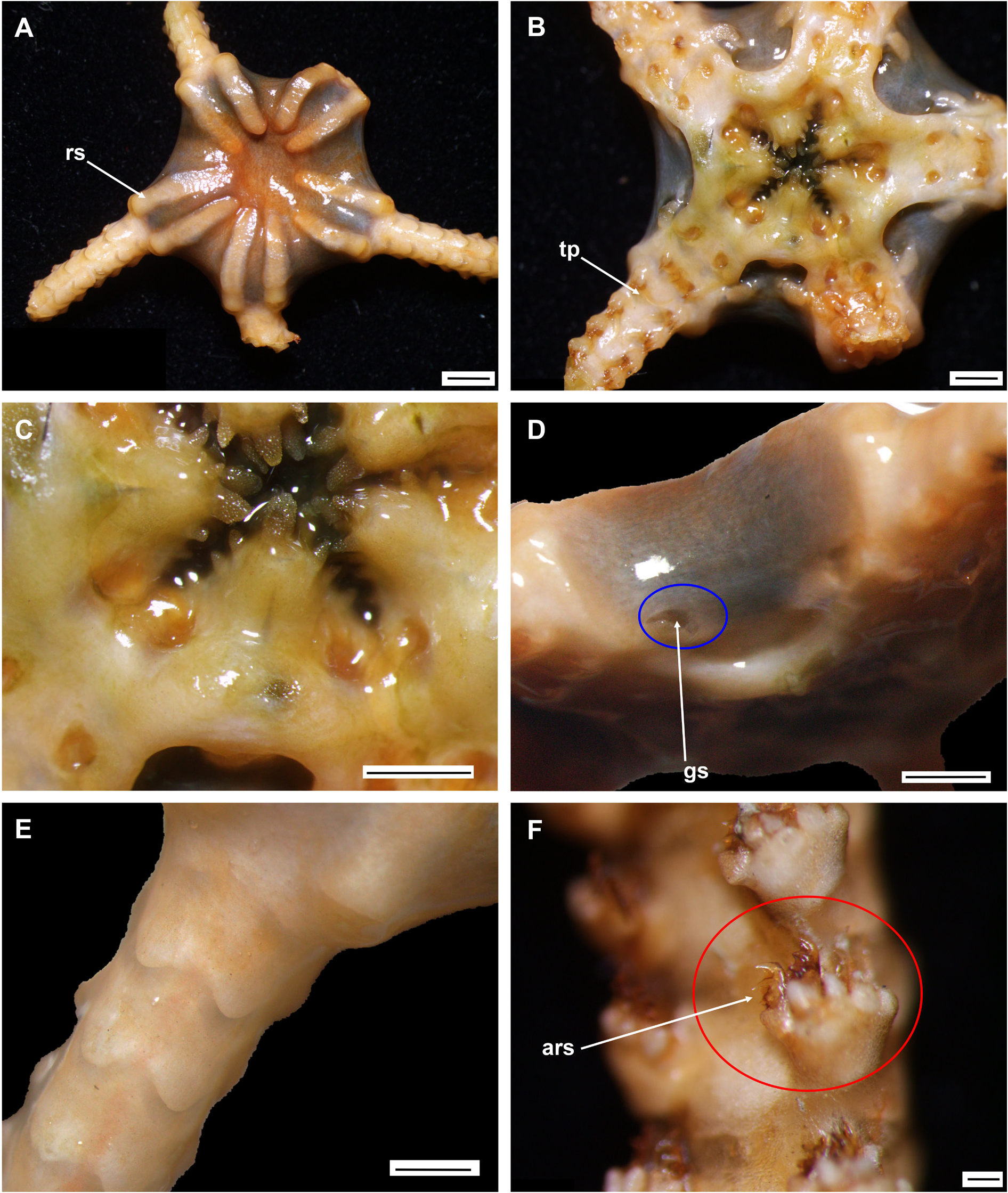
Asteronyx loveni
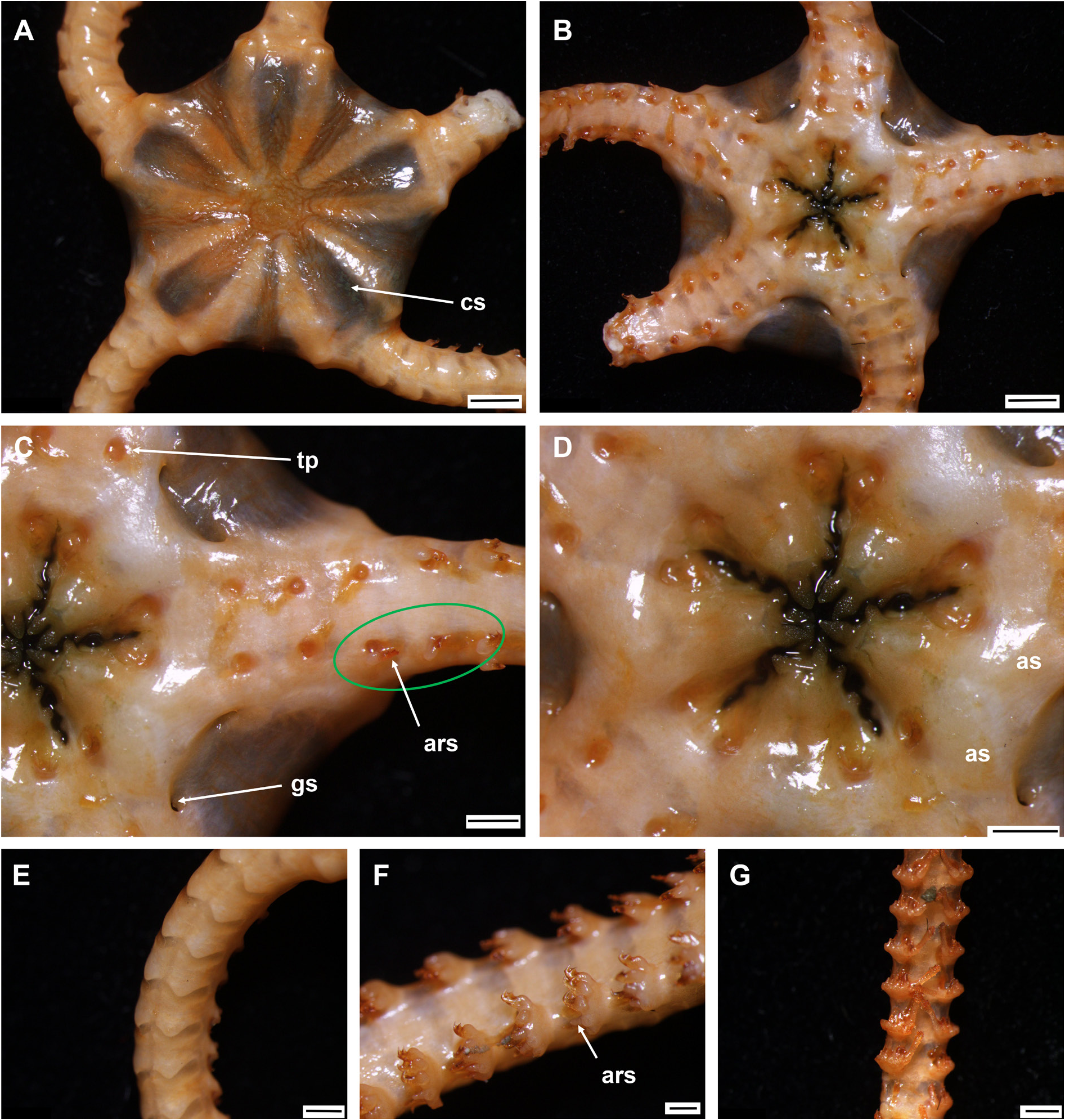
Asteronyx luzonicus
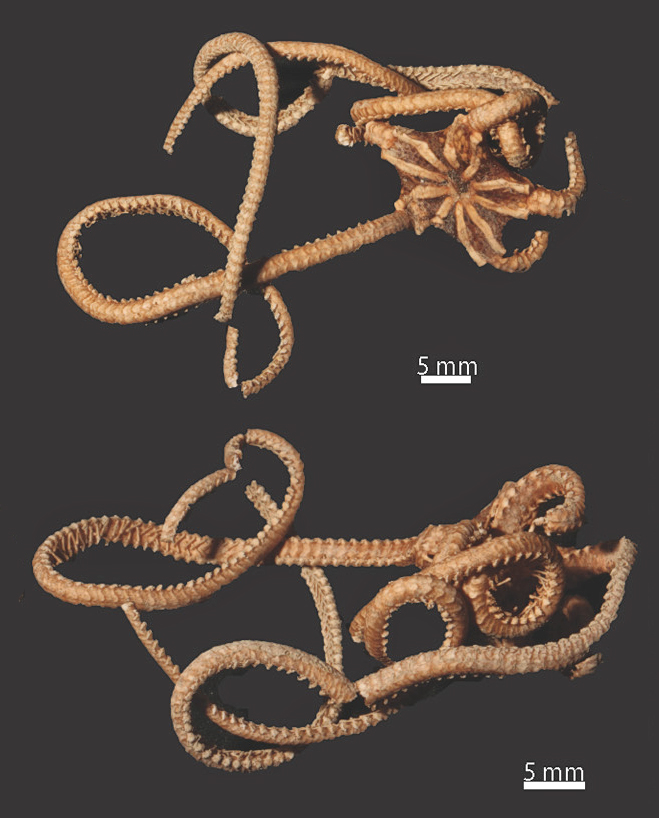
Asteronyx luzonicus

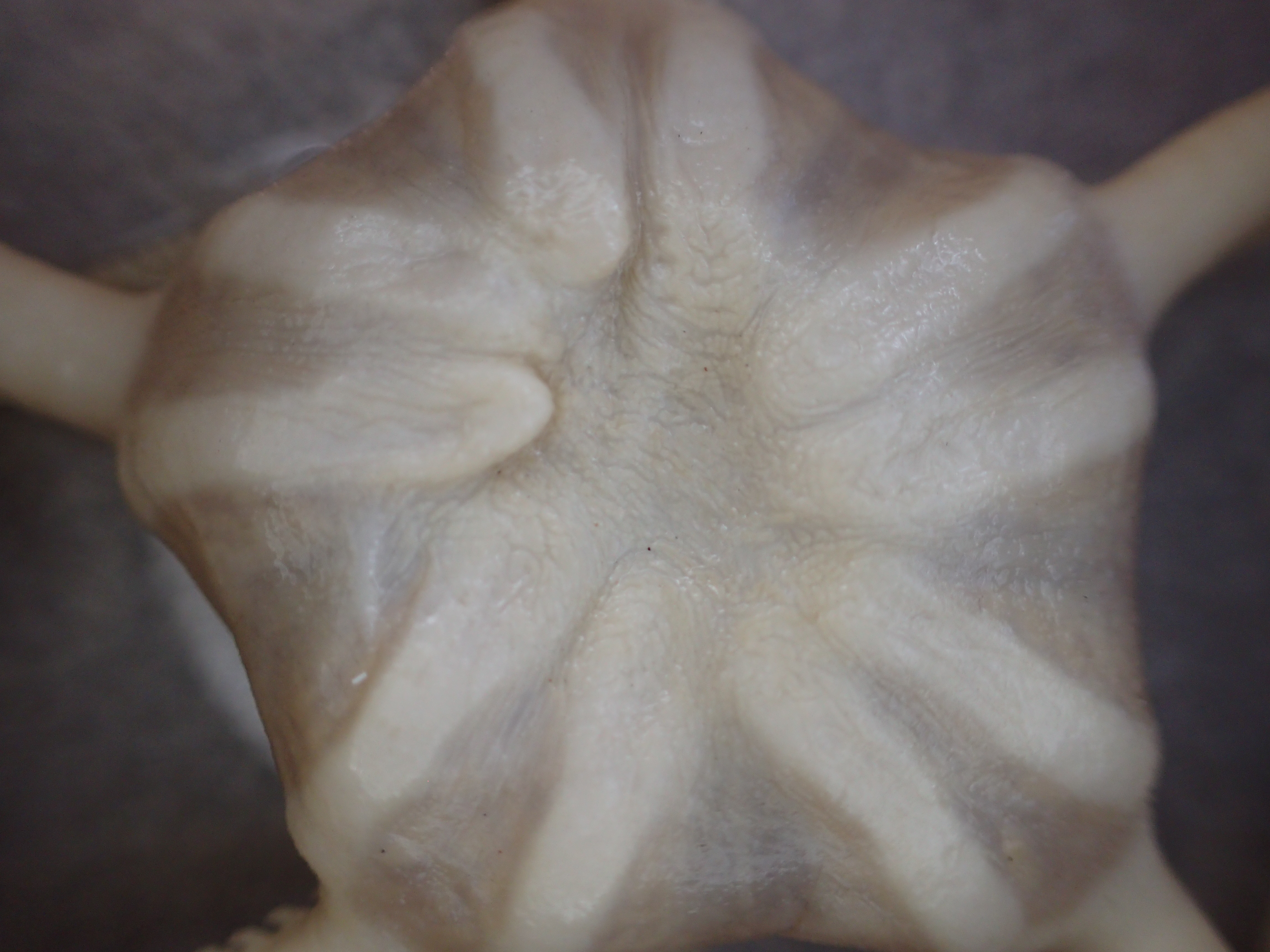
Détail d'Asteronyx loveni : face dorsale du disque central.
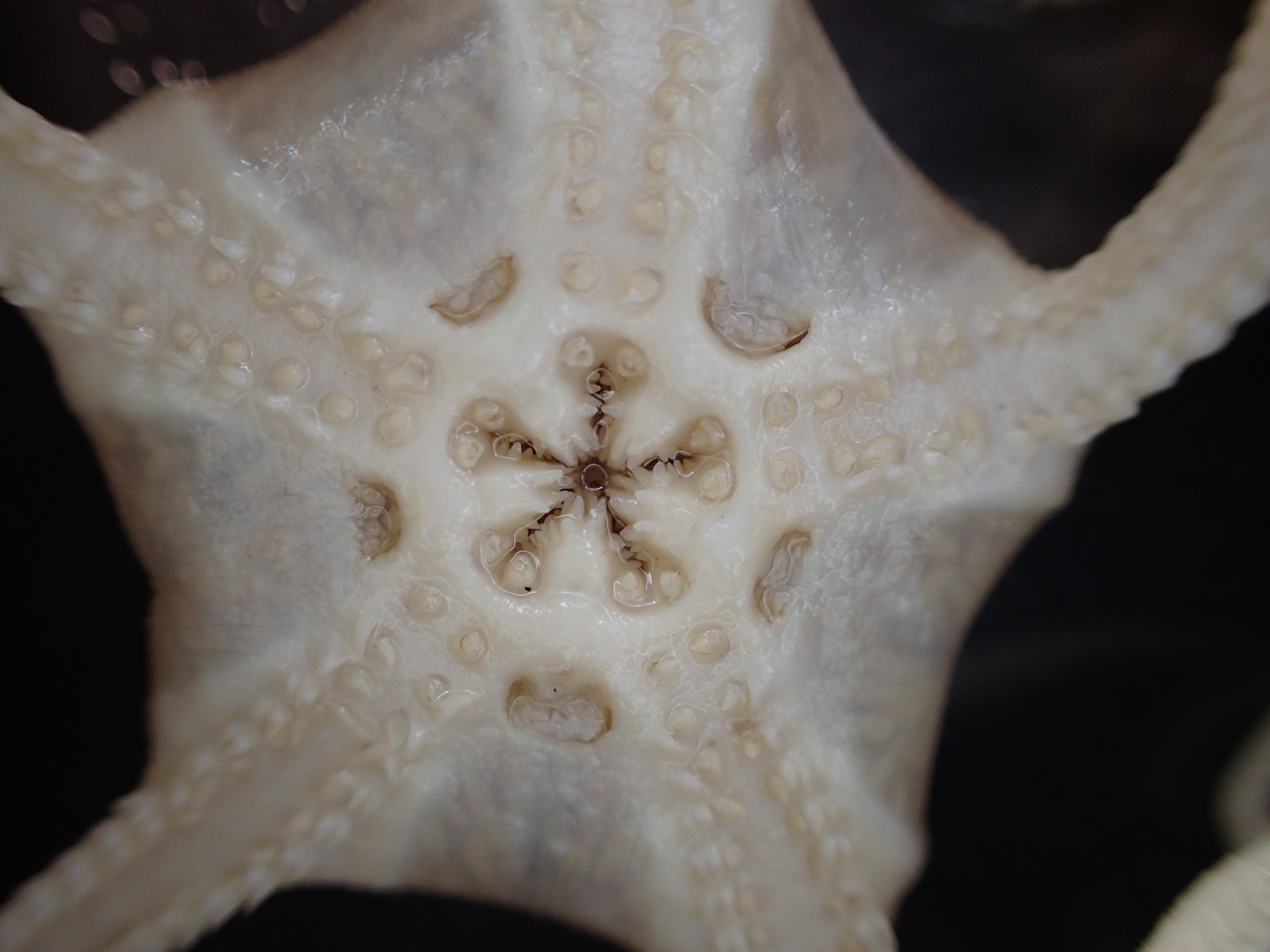
Face orale.
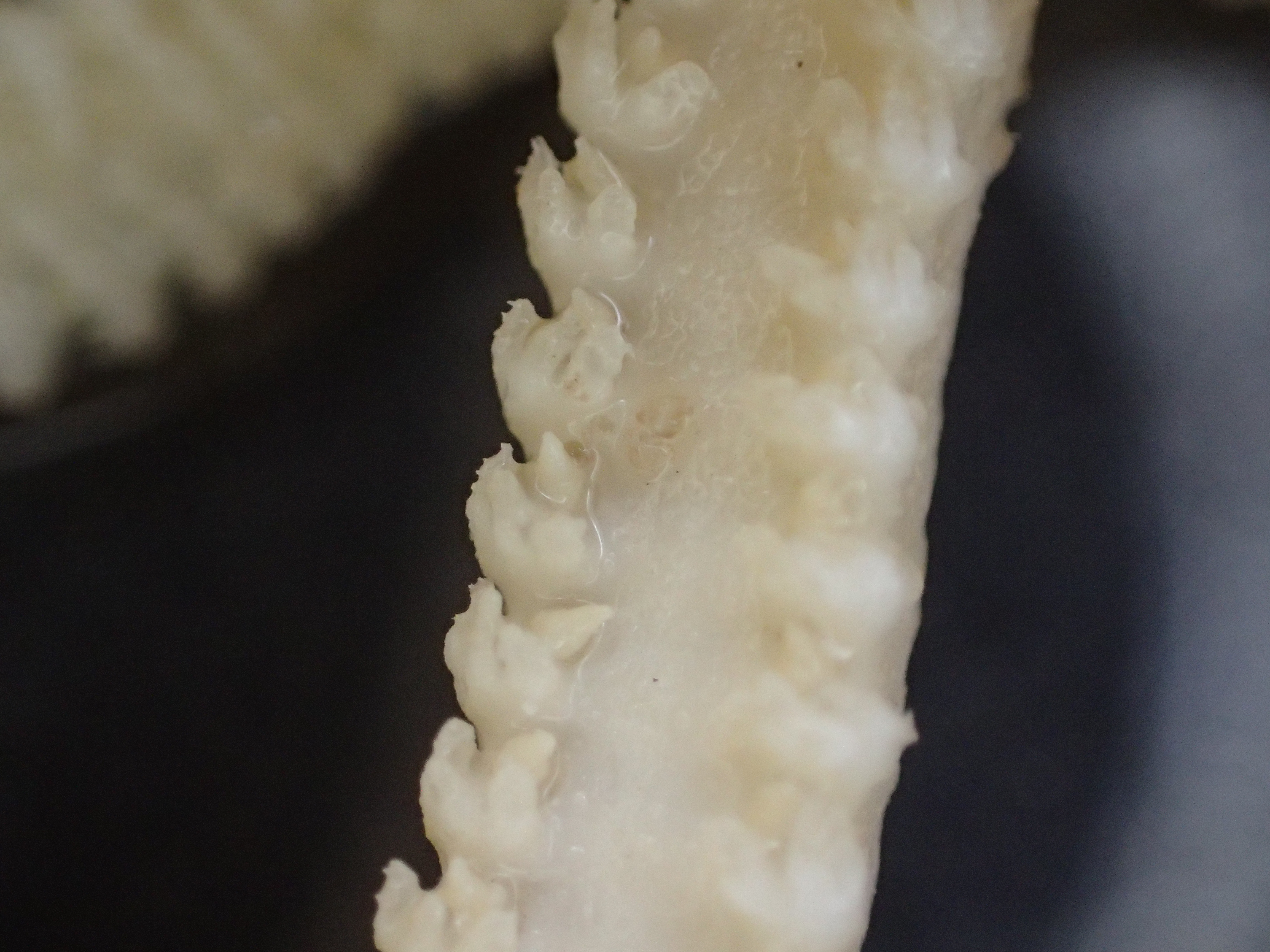
Bras et crochets.